# 白點鳳䲁
白點鳳䲁（學名：Salarias alboguttatus），又稱白點唇齒䲁，為輻鰭魚綱鳚形目䲁科鳳䲁屬的一種，分布於印度太平洋區，從斯里蘭卡到美屬薩摩亞, 北至日本南部海域，深度1至8公尺，本魚體延長略側扁，頭短鈍，一條灰色至褐色的小鳚，頭上有白色小斑點，兩側有不規則排列的橢圓形斑點或虛線，以及7-8條不明顯的褐色條紋，繁殖期的雄魚頭部呈現深色，喉嚨兩側各有一個亮藍色的斑點，背鰭硬棘12枚、背鰭軟條16枚、臀鰭硬棘2枚、臀鰭軟條18枚，體長可達9公分，棲息在藻類覆蓋的碎石海床或潟湖淺礁，雌魚產附著性卵，雄魚有護卵行為，幼魚為浮游性，生活習性不明。